# Icon (album DMX-a)
Icon – album największych przebojów rapera DMX-a.
Został wydany 1 maja 2012 roku nakładem wytwórni Def Jam Recordings.

## Lista utworów
| Nr | Tytuł                   | Producent                       | Goście      | Czas | Z albumu                             |
| -- | ----------------------- | ------------------------------- | ----------- | ---- | ------------------------------------ |
| 1  | Party Up                | Swizz Beatz                     |             | 4:32 | ...And Then There Was X              |
| 2  | Ruff Ryders Anthem      | Swizz Beatz                     |             | 3:32 | It’s Dark and Hell Is Hot            |
| 3  | What These Bitches Want | Nokio                           | Sisqo       | 4:13 | ...And Then There Was X              |
| 4  | Where The Hood At       | Tuneheadz                       |             | 4:46 | Grand Champ                          |
| 5  | How’s It Goin’ Down     | PK Dame Grease (współproducent) |             | 4:03 | It’s Dark and Hell Is Hot            |
| 6  | Slippin’                | DJ Shok                         |             | 5:04 | Flesh of My Flesh, Blood of My Blood |
| 7  | What’s My Name          | Irv Gotti Self                  |             | 3:52 | ...And Then There Was X              |
| 8  | Get at Me Dog           | Dame Grease PK (współproducent) | Sheek Louch | 4:03 | It’s Dark and Hell Is Hot            |
| 9  | Who We Be               | Black Key                       |             | 4:47 | The Great Depression                 |
| 10 | We Right Here           | Black Key                       |             | 4:28 | The Great Depression                 |
| 11 | Stop Being Greedy       | PK Dame Grease (współproducent) |             | 3:36 | It’s Dark and Hell Is Hot            |